# El Salto, San Miguel de Allende
El Salto är en ort i Mexiko.   Den ligger i kommunen San Miguel de Allende och delstaten Guanajuato, i den centrala delen av landet, 250 km nordväst om huvudstaden Mexico City. El Salto ligger 1 872 meter över havet och antalet invånare är 228.
Terrängen runt El Salto är huvudsakligen platt, men åt nordväst är den kuperad. El Salto ligger nere i en dal som går i nord-sydlig riktning. Runt El Salto är det ganska tätbefolkat, med 96 invånare per kvadratkilometer. Närmaste större samhälle är San Miguel de Allende, 16,3 km sydost om El Salto. Trakten runt El Salto består i huvudsak av gräsmarker.